# Villa Achterkerke

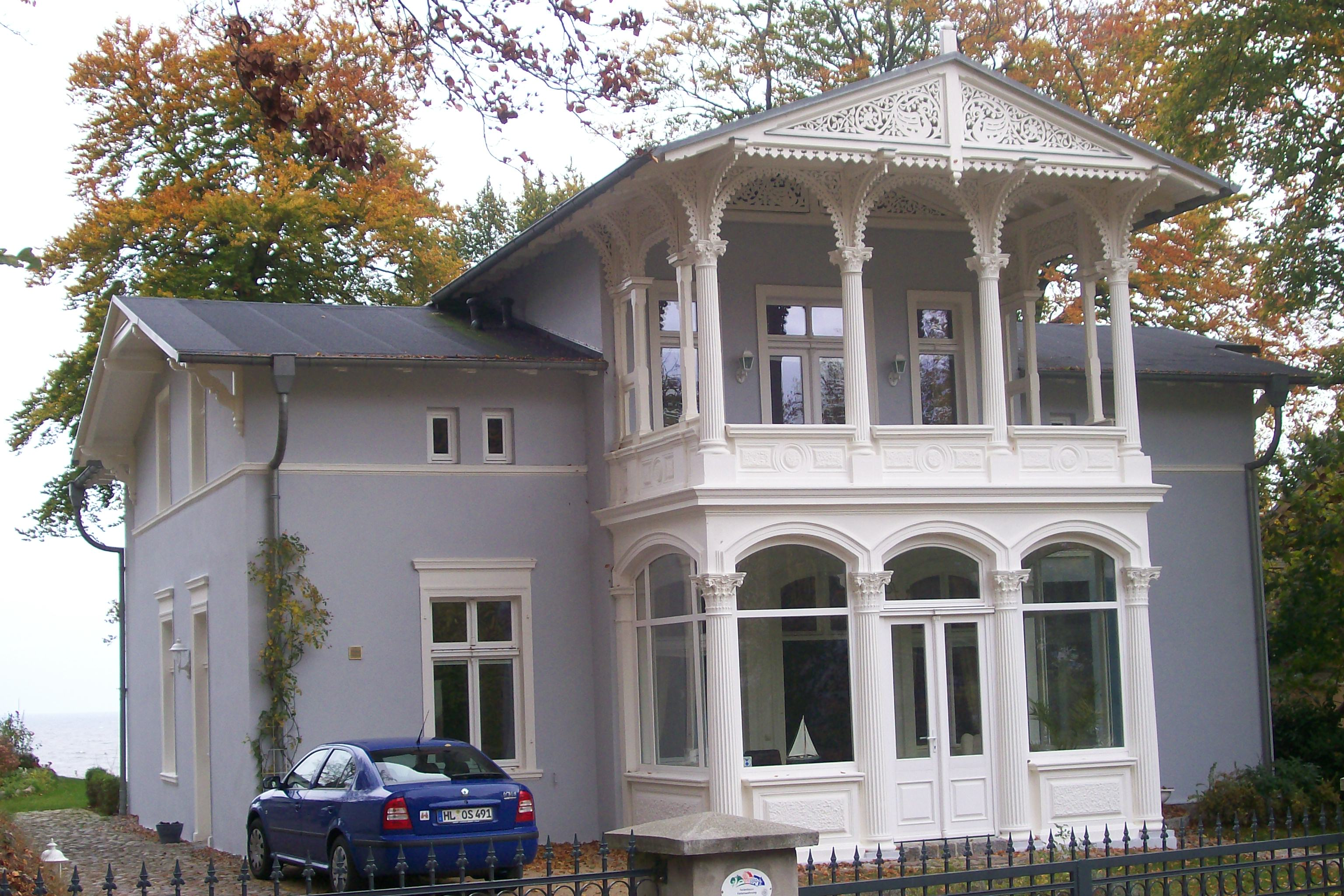
Villa Achterkerke

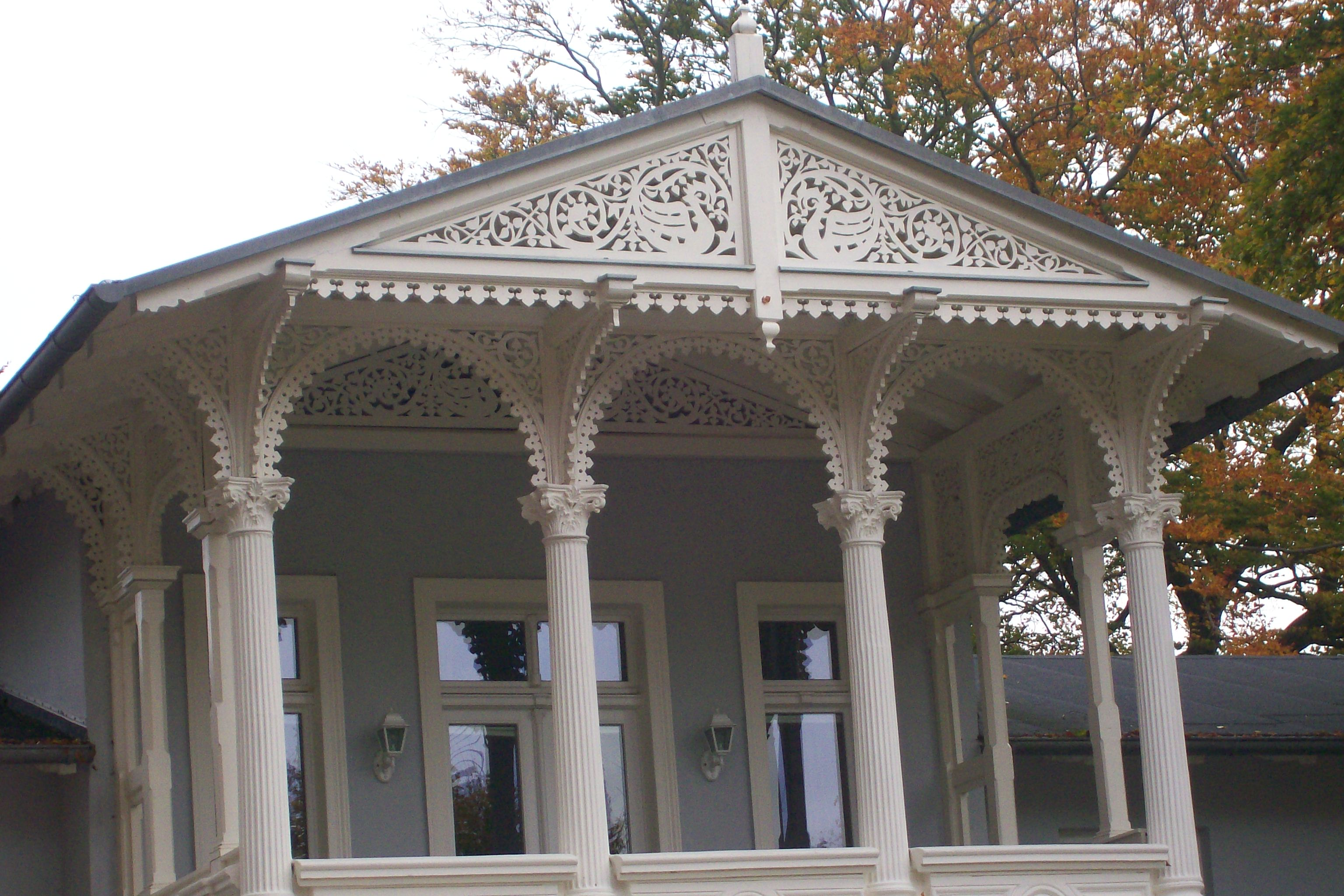
Giebel mit Holzarbeit und Säulenkapitellen aus Terrakotta

Die Villa Achterkerke ist eine der ältesten noch bestehenden Villen der Bäderarchitektur im Ostseebad Heringsdorf auf der Insel Usedom in Mecklenburg-Vorpommern. Sie stammt aus der frühen Zeit des Bädertourismus in der ehemaligen Fischersiedlung Heringsdorf.

## Geschichte
1845  ließ Georg Bernhard von Bülow (1768–1854) die Villa am Kulm, einer sandigen Erhebung oberhalb des Strandes von Heringsdorf, erbauen. Der Besitzer des Ritterguts Gothen hatte bereits das Weiße Schloss am Kulm bauen lassen sowie das Gelände für die von Ludwig Persius geplante und 1848 vollendete Kirche im Walde in Heringsdorf zur Verfügung gestellt.
Die Villa im Stil des Historismus mit Risalit an der Straßenfront wurde nicht als privates Wohnhaus, sondern von Anfang an als repräsentatives Gästehaus geplant. Besonderheiten sind die geschnitzten Verzierungen des Dreiecksgiebel sowie die korinthischen Säulenkapitelle aus Terrakotta.
Nach der Wende kaufte ein Unternehmer aus Braunschweig 1998 das Gebäude und ließ es aufwendig sanieren. Auf dem Grundstück, von dem eine Treppe hinunter zum Strand führt, baute er außerdem ein zurückliegendes modernes Wohngebäude, das wie die Villa Achterkerke als Urlaubsdomizil dient.